# Iain MacDonald-Smith
Iain Somerled MacDonald-Smith (Oxford, 3 de julio de 1945) es un deportista británico que compitió en vela en la clase Flying Dutchman.
Participó en dos Juegos Olímpicos de Verano en los años 1968 y 1976, obteniendo una medalla de oro en México 1968 en la clase Flying Dutchman. Ganó dos medallas en el Campeonato Mundial de Flying Dutchman, en los años 1969 y 1970, y cuatro medallas en el Campeonato Europeo de Flying Dutchman, entre los años 1967 y 1970.

## Palmarés internacional
| Juegos Olímpicos   | Juegos Olímpicos          | Juegos Olímpicos | Juegos Olímpicos |
| Año                | Lugar                     | Medalla          | Clase            |
| ------------------ | ------------------------- | ---------------- | ---------------- |
| 1968               | Ciudad de México (México) | Medalla de oro   | Flying Dutchman  |
| Campeonato Mundial |                           |                  |                  |
| Año                | Lugar                     | Medalla          | Clase            |
| 1969               | Nápoles (Italia)          | Medalla de oro   | Flying Dutchman  |
| 1970               | Adelaida (Australia)      | Medalla de oro   | Flying Dutchman  |
| Campeonato Europeo |                           |                  |                  |
| Año                | Lugar                     | Medalla          | Clase            |
| 1967               | Bandol (Francia)          | Medalla de plata | Flying Dutchman  |
| 1968               | Balatonfüred (Hungría)    | Medalla de oro   | Flying Dutchman  |
| 1969               | ND                        | Medalla de oro   | Flying Dutchman  |
| 1970               | Mar Menor (España)        | Medalla de oro   | Flying Dutchman  |